# Xã Leeds, Quận Benson, Bắc Dakota
Xã Leeds (tiếng Anh: Leeds Township) là một xã thuộc quận Benson, tiểu bang Bắc Dakota, Hoa Kỳ. Năm 2010, dân số của xã này là 91 người.